# اسحاق نافون
اسحاق ناوون (عبری: יצחק נבון؛ زاده ۹ آوریل ۱۹۲۱ – مرگ ۶ نوامبر ۲۰۱۵) ۵مین رئیس جمهور اسرائیل و یک سیاست‌مدار اهل اسرائیل بود.
اسحاق ناوون، ۶ نوامبر ۲۰۱۵ در سن ۹۴ سالگی درگذشت.